# 日野・J型エンジン

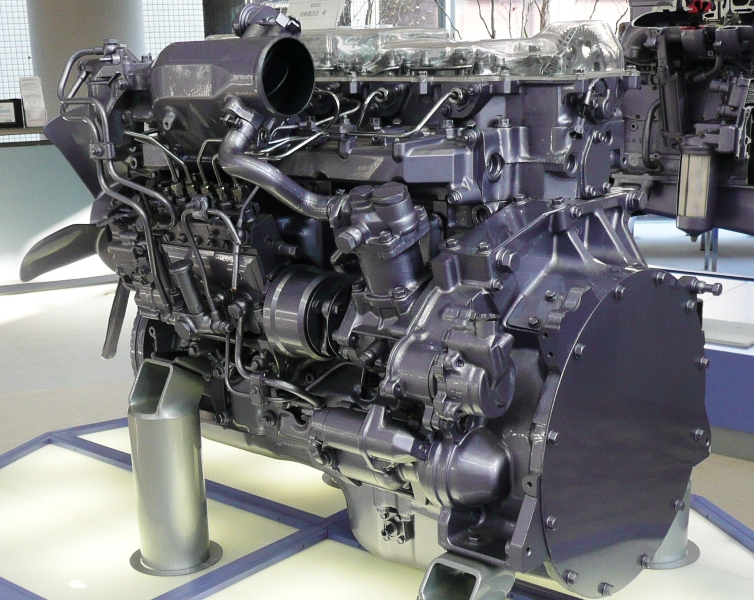
J08C

J型エンジンは日野自動車が製造する小型、中型車用直噴ディーゼルエンジンである。直列4～6気筒。

## 概要
W型エンジン、H型エンジンの後継として1992年に登場。従来のOHV方式に代わり、OHC方式を採用している。1997年には世界で初めてコモンレール噴射システムを採用した。2004年から2010年までUDトラックス（旧:日産ディーゼル）の中型車（バスは2007年まで）にも搭載され、クールEGR、DPRを採用し新短期規制、新長期規制にも適合している。
同一のボア・ストロークの組み合わせで4気筒・5気筒・6気筒を作り分けしている（モジュール化）。

## バリエーション

### J05C
1995年登場、直列4気筒　内径114mm × 行程130mm = 5,307cc
- 搭載車種
  - レンジャー
  - デュトロ/トヨタ・ダイナ/トヨタ・トヨエース/ダイハツ・デルタトラック
  - レインボー7W（KC規制車）
  - リエッセ/トヨタ・コースターR
  - メルファ7（RH系）

### J05D
2003年登場、直列4気筒　内径112mm × 行程120mm = 4,728cc
- 搭載車種
  - リエッセ/いすゞ・ジャーニーJ
  - ポンチョ（HX系）
  - レンジャー
  - デュトロ/トヨタ・ダイナ/トヨタ・トヨエース/ダイハツ・デルタトラック

### J05E
直列4気筒　内径112mm × 行程130mm = 5,123cc
- 搭載車種
  - レンジャー
  - ポンチョ（HX系）

### J07C
1994年登場、直列5気筒　内径114mm × 行程130mm = 6,634cc
- 搭載車種
  - レンジャー

### J07E
2003年登場、直列5気筒　内径112mm × 行程130mm = 6,403cc
- 搭載車種
  - レンジャー
  - レインボーHR/いすゞ・エルガJ（2004年以降）
  - メルファ/いすゞ・ガーラミオ（2004年から2017年まで）
  - UD・コンドル（2011年まで）
  - 日産ディーゼル・スペースランナーRM（PB-RM360GAN/HAN 2007年まで）
  - 日産ディーゼル・スペースランナーJP（PK-JP360NAN 2007年まで）
  - 日産ディーゼル・スペースランナーRP（PK-RP360GAN 2007年まで）

### J08C
1992年登場、直列6気筒　内径114mm × 行程130mm = 7,961cc

ダカールラリー用マシンに搭載されるターボインタークーラー付きJ08C-TIでは、出力450ps／トルク76kgmを発揮する
- 搭載車種
  - レンジャー
  - メルファ9
  - メルファ7（CH系）
  - レインボーHR（2004年までのKK/KL規制車）
  - レインボーRJ/RR（KC・KK規制車）
  - レインボー7M（KC規制車）
  - ブルーリボン（HIMR含むハイブリッド車および全長9m車）
  - セレガFC（KC・KL規制車）
  - 日野　FD1JLEG

### J08E
2004年登場、直列6気筒　内径112mm × 行程130mm = 7,684cc
- 搭載車種
  - レンジャー
  - セレガ/いすゞ・ガーラ（全長9m車、2017年まで）
  - ブルーリボンシティ（ハイブリッド車）
  - UD・コンドル（2010年まで）

#### J08E-UM
定格出力：125kW (170ps)/2,300rpm
トルク：550Nm (56.0kgf-m)/1,600rpm
- 搭載車種
  - トヨタフォークリフト 50-4FD100 / 115 / 120 / 135 / 150 / 160、4FD150 / 180 / 200 / 230

#### J08E-TM
定格出力：159kW (216ps)/2,300rpm
トルク：750Nm (76.5kgf-m)/1,600rpm
- 搭載車種
  - トヨタフォークリフト 4FD240